# Seleentetrachloride
Seleentetrachloride (SeCl4) is een anorganische verbinding tussen seleen en chloor. De stof komt voor als witte tot gele toxisch kristallen, die hydrolyseren in water. De kristallen zijn zeer vluchtig.

## Synthese
Seleentetrachloride kan bereid worden door een reactie van moleculair chloor en seleen:
{\displaystyle \mathrm {Se\ +\ 2\ Cl_{2}\ \longrightarrow \ SeCl_{4}} }

## Reacties
Seleentetrachloride kan gereduceerd worden tot seleendichloride met trifenylstibaan:
{\displaystyle \mathrm {SeCl_{4}\ +\ Sb(C_{5}H_{5})_{3}\ \longrightarrow \ SeCl_{2}\ +\ Sb(C_{5}H_{5})_{3}Cl_{2}} }
Seleentetrachloride reageert met water tot selenigzuur en zoutzuur:
{\displaystyle \mathrm {SeCl_{4}\ +\ 3\ H_{2}O\ \longrightarrow \ H_{2}SeO_{3}\ +\ 4\ HCl} }
De reactie met seleendioxide levert seleenoxydichloride:
{\displaystyle \mathrm {SeCl_{4}\ +\ SeO_{2}\ \longrightarrow \ 2\ SeOCl_{2}} }

## Toepassingen
Seleentetrachloride wordt gebruikt om andere seleenhoudende verbindingen te maken.